# Gin och tonic

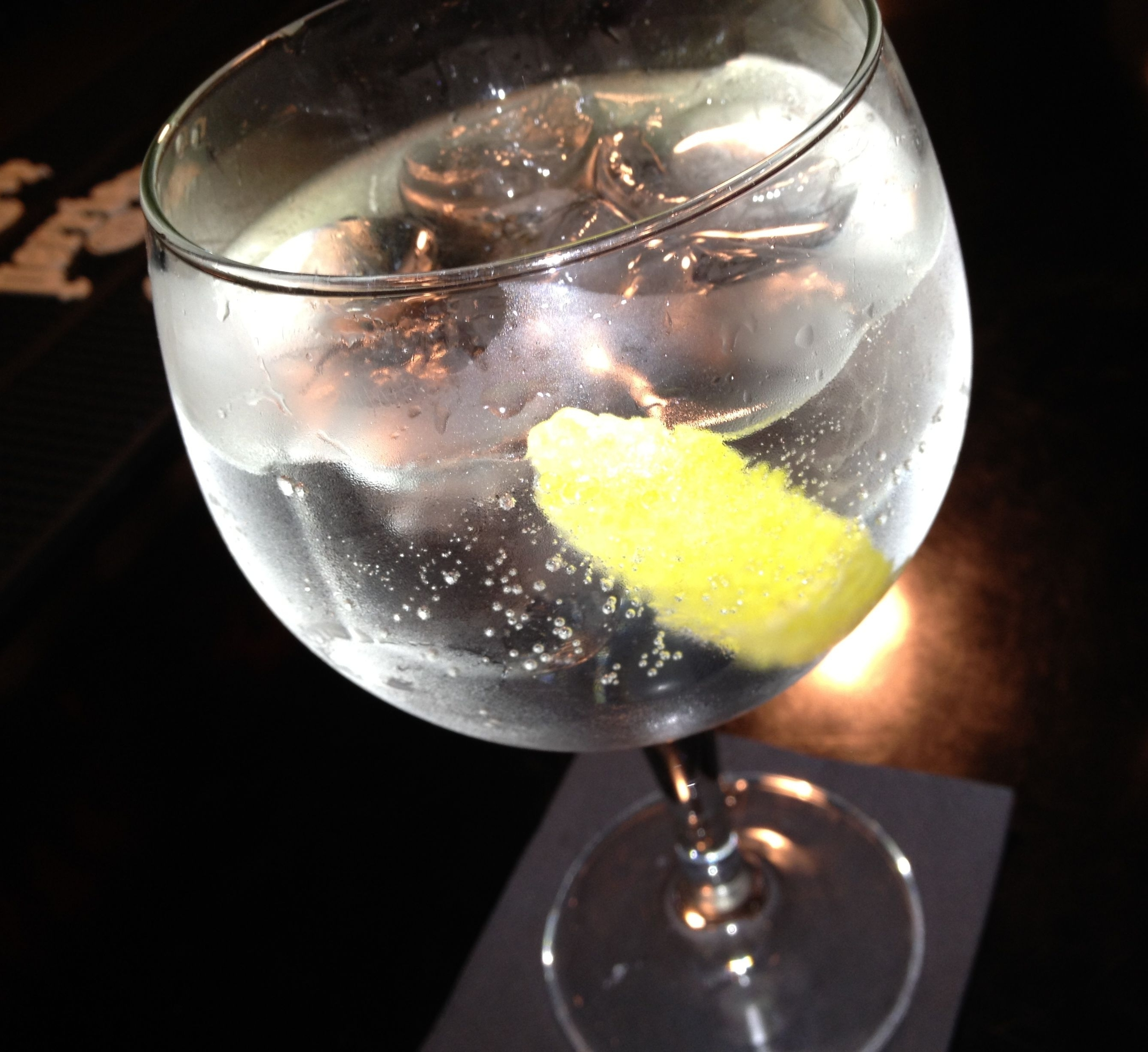
Gin och tonic serverat med is och en citronklyfta i ett stort bourgogneglas.

Gin och tonic (G&T) är en alkoholbaserad drink. Dess båda huvudingredienser, gin och tonic water, har var för sig en besk och bitter smak, men kombinationen resulterar i en friskt syrlig smakförnimmelse. Ursprunget till drinken sägs vara att brittiska soldater i Indien fick idén att ta den mycket beskt smakande malariamedicinen kinin utspädd med sockervatten och gin i syfte att göra intaget mer njutbart. Gin och tonic serveras traditionellt i ett highballglas med isbitar och en skiva citron eller lime. Varianter förekommer, exempelvis Turbo G&T (eller Cold Brew G&T) som adderar kallbryggt kaffe till originalreceptet, med citronskal som garnering.
Gin och tonic är mycket populärt i Spanien, där det i storstäderna inte är ovanligt med barlokaler som enbart serverar olika varianter av gin och tonic, eller gintonic som drinken benämns där. Gintonic serveras regelmässigt i kupglas av större modell, en sedvana som vinner allt mer terräng bland konnässörer. I Spanien finner man också de mer ovanliga garneringarna, som exempelvis svartpeppar och mango.